# Claudia de la Cruzová
Claudia de la Cruz (*1980/1981, New York) je americká aktivistka a komunitní organizátorka. Je kandidátkou Strany socialismu a svobody na prezidentku Spojených států ve volbách v roce 2024.

## Životopis

### Mládí a studia
Claudia De la Cruz se narodila v jižním Bronxu do rodiny přistěhovalců z Dominikánské republiky. Navštěvovala střední školu Theodora Roosevelta, kterou dokončila v roce 1997. V sedmnácti letech navštívila Kubu, přičemž tato návštěva ji dle vlastních slov inspirovala k odporu vůči imperialismu.
Studovala na John Jay College of Criminal Justice, kde roku 2001 získala bakalářský titul v oboru forenzní psychologie. V roce 2007 získala magisterský titul v oboru sociální práce na Kolumbijské univerzitě a magisterský titul z teologie na Union Theological Seminary.

### Práce
Na City University of New York koordinovala skupinu teenagerů ke studiu odporu a odboje a účastnila se protestního pochodu proti válce v Iráku. V roce 2004 založila Da Urban Butterflies (DUB), skupinu ve Washington Heights pro teenagery a mladé ženy dominikánského a portorikánského původu. Název „Butterflies“ (motýlci) je poctou sestrám Mirabalovým, které byly v listopadu 1960 zabity za to, že se postavily diktatuře Rafaela Trujilla v Dominikánské republice.
De la Cruz navštěvovala a později sloužila jako pastorka v newyorském sboru UCC Santo Romero de Las Américas. Tento sbor považovala za důležitý pro svou „sociální a politickou formaci“ a „chtěla se věnovat budování komunity založené na víře“
V letech 2007 až 2012 působila de la Cruzová jako odborná asistentka na City University of New York, kde vyučovala předměty „Historie latinoameričanů a latinoameričanek ve Spojených státech“ a „Rasa a etnicita“. Podílela se na vydání knihy Viviremos: Venezuela vs. Hybridní válka spolu s Manolem De Los Santosem a Vijayem Prashadem v roce 2020, sbírku esejů o sankcích uvalených na Venezuelu Spojenými státy.
De la Cruzová působila jako spoluvýkonná ředitelka newyorské aktivistické organizace The People's Forum, kterou taktéž spoluzakládala. S People's Forum se účastnila mnoha propalestinských protestů, včetně akce „Shut Down Wall Street“ během izraelsko-hamaské války v roce 2023.

Logo kampaně Claudie de la Cruz a Kariny Garcii do prezidentských voleb v roce 2024

### Kandidatura na prezidentku USA 2024
Claudia de la Cruz oznámila svou kandidaturu do voleb amerického prezidenta dne 7. září 2023. Spolu se svou spolukandidátkou Karinou Garciou je prezidentskou kandidátkou marxisticko-leninské strany Strany socialismu a svobody. Jejich politický program zahrnuje závazek podpořit reparace pro černošské Američany, plně uznat svrchovanost původních obyvatel Ameriky a ctít práva vyplývající ze smluv, snížit vojenský rozpočet USA a rozšířit veřejnou dopravu.
Pro volby v roce 2024 rozhodl soudce okresního soudu ve Fultonu, že De La Cruz byla diskvalifikována z účasti na volbách v Georgii poté, co nepodepsala požadované papíry.
Ve volbách získala 159,847 hlasů (0,10%) a skončila na šestém místě.